# Estádio Edgar Borges Montenegro
Het Estádio Edgar Borges Montenegro is een multifunctioneel stadion in Assu, een stad in Brazilië. Het stadion heeft als bijnaam 'Edgarzão'.
Het stadion wordt vooral gebruikt voor voetbalwedstrijden, de voetbalclub AS Sociedade Unida maakt gebruik van dit stadion. In het stadion is plaats voor 4.000 toeschouwers. 